# انجوس أوجلفي
انجوس أوجلفي (بالإنجليزية: Angus Ogilvy)‏ رجل أعمال بريطاني ولد في سبتمبر من العام 1928، هو زوج الأميرة ألكسندرا حفيدة الملك جورج الخامس.

## روابط خارجية
- انجوس أوجلفي على موقع مونزينجر (الألمانية)